# Contabilidade de custos

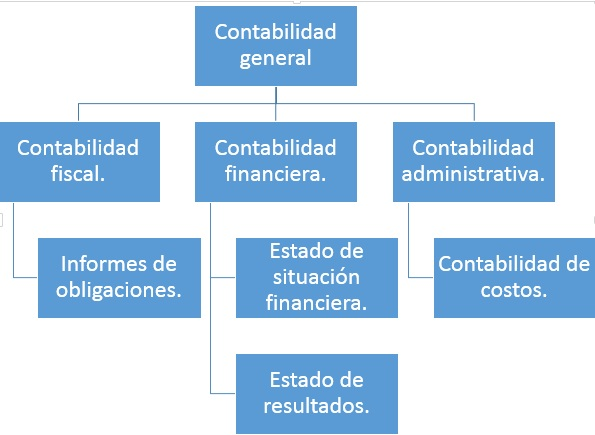
Diagrama de contabilidade.

A contabilidade de custos é o ramo da contabilidade que se destina a produzir informações para diversos níveis gerenciais de uma entidade, como auxílio às funções de determinação de desempenho, e de planejamento e controle das operações e de tomada de decisões, bem como tornar possível a alocação mais criteriosa possível dos custos de produção aos produtos.
A contabilidade de custos coleta, classifica e registra os dados operacionais das diversas atividades da entidade, denominados como "dados internos", bem como, algumas vezes, coleta e organiza dados externos. Os dados coletados podem ser tanto monetários como físicos. Exemplos de dados físicos operacionais: unidade produzidas, horas trabalhadas, quantidade de requisições de materiais e de ordens de produção, entre outros.
A contabilidade de custos requer a existência de métodos de custeio para que, ao final do processo, seja possível obter-se o valor a ser atribuído ao objeto de estudo.
Os principais métodos de custeio são:
1. Custeio por absorção;
2. Custeio variável ou direto;
3. Custeio ABC - Activity Based Costing;
4. Gestão Econômica ou GECON.

## Desenvolvimento da contabilidade de custos
O desenvolvimento da contabilidade de custos recebeu seu maior impulso quando ocorreu a Revolução Industrial, a ponto de gerar um novo campo de aplicação conhecido como contabilidade industrial. A partir desse evento, a contabilidade passou de seu foco principal que era a avaliação de estoques, para as diferentes técnicas de custeio, levando a que em alguns países como em Portugal a contabilidade de custos passasse a ser chamada de Contabilidade analítica.
No século XX começaram a surgir as teorias e técnicas de contabilida de gestão na Europa e posteriormente nos Estados Unidos. Passou-se a questionar o que muitos autores chamavam de contabilidade tradicional de custos, basicamente as técnicas centradas na realocação de custos indiretos (rateios do CIF). As novas propostas formariam a maior parte do escopo atribuído a vertente da contabilidade gerencial, controladoria contábil (integração de orçamento e contabilidade) e contabilidade estratégica (integração de orçamentos plurianuais e contabilidade, havendo também propostas múltiplas que buscam identificar e sistematizar tendências gerenciais de longo prazo).

## Implementação de um sistema de contabilidade de custos
A contabilidade de custos consiste na aplicação da técnica contabilística aos fenômenos internos da empresa, que ocorrem na área da produção, comercial, administrativa, financeira (de acordo com o POC-Plano Oficial de Contabilidade, os custos de distribuição, de administração geral e os financeiros não são incorporáveis no custo de produção), com dois objetivos principais:
- avaliação dos bens produzidos e vendidos;
- controle das condições internas de exploração.

Com o primeiro objetivo, a empresa procura calcular o custo dos produtos fabricados bem como o custo dos produtos vendidos à saída do armazém, o que lhe permite apurar resultados por produtos.
Com o segundo objectivo, a Contabilidade de custos procura identificar todos os sectores internos que originam custos, de forma a poderem ser acompanhados, analisados e controlados, permitindo o conhecimento de todos os custos da empresa nos diferentes sectores (área fabril), comercial e administrativa e financeira, com vista ao seu controle e racionalização.
A contabilidade geral distingue-se da de custos, porque:
- A contabilidade de custos nem sempre é obrigatória, só o é, quando a empresa em causa quando “durante dois anos consecutivos, sejam ultrapassados dois dos três seguintes limites” (definidos no n.º 2 do art.º 262º do Código das Sociedades Comerciais),[onde?] ou sejam:
  - total do balanço: 1.500.000,00 euros;
  - total das vendas e outros proveitos: 3.000.000,00 euros;
  - número de trabalhadores empregados em média durante o exercício: 50.
- A contabilidade geral está virada para o exterior (relação da empresa com: clientes, fornecedores, sócios, bancos, etc.), a Contabilidade de custos está virada para o interior, dentro da empresa; procura captar o que se passa nas diversas áreas (área de produção, administrativa, financeira, comercial, etc.);
- A contabilidade geral apura resultados gerais (globais), a contabilidade de custos apura resultados por produtos, regiões, mercados, atividades, etc.
- A contabilidade geral contabiliza os custos segundo a sua natureza específica (classe 6 - FSE, custos com pessoal, amortizações, custos financeiros, etc.). A contabilidade de custos contabiliza os custos de acordo com a função ou área interna (custos de produção, distribuição, administrativos, financeiros, etc.).
- A contabilidade geral elabora uma demonstração de resultados chamada demonstração de resultados por natureza, enquanto a contabilidade de custos elabora uma demonstração de resultados por funções.
- A contabilidade geral apura resultados anuais, a Contabilidade De custos apura resultados em períodos curtos (geralmente mensais). Uma empresa comercial poderá apurar resultados mensais se utilizar o SIP (Sistema de Inventário Permanente) e contabilizar todos os custos com amortizações, provisões, juros, etc. Note-se que a contabilidade geral nas empresas industriais, para apurar resultados, precisa da informação gerada pela Contabilidade De custos (valor das existências de produto da produção).
- A contabilidade geral não é obrigada a periodizar ou mensualizar alguns custos como amortizações, juros, empréstimos, seguros, férias, subsídio de férias e subsídio de natal. A contabilidade de custos, para atingir os seus objectivos, terá que fazer essa periodização de custos (normalmente utilizando os duodécimos).
- A contabilidade geral utiliza o SIP (Sistema de Inventário Permanente)  ou o SII (Sistema de Inventário Intermitente) para as existências compradas (mercadorias e matérias-primas), para as existências da produção a contabilidade geral utiliza o SII. A Contabilidade De custos terá sempre que utilizar o SIP para poder obter mensalmente o custo das matérias consumidas e o custo dos produtos vendidos, necessário para apurar os resultados do mês.
- A contabilidade geral utiliza a digrafia (regras para creditar e debitar), a contabilidade de custos pode ou não utilizar a digrafia; se utilizar, é elaborado um plano de contas na classe 9 do POC.
- A Contabilidade Geral contabiliza custos efectivos, reais ou históricos, ao passo que a Contabilidade De custos também utiliza esses custos efectivos, mas também pode utilizar custos teóricos ou pré-determinados como por exemplo: custos orçamentados, custos-padrão, etc..[2]

## Custo Industrial
O custo de produção do período (CPP) é a totalidade de custos incorridos na produção durante determinado período de tempo. É compostos por três elementos: materiais diretos, mão de obra direta e custos indiretos de fabricação
1. Materiais Diretos (MD) - referem-se se a todo material que se integra ao produto acabado e que possa ser incluído diretamente no cálculo do custo do produto. Ex.: matéria-prima, insumos secundários, material de embalagens.
2. Mão de obra Direta (MOD) - é o custo de qualquer trabalho executado no produto alterando a forma e natureza do material de que se compõe. Ex.: gasto total com salários e encargos com a mão de obra apropriável diretamente ao produto.
3. Custo Indiretos de Fabricação (CIF) - ou Gastos Gerais de Fabricação são os outros demais custos necessários para a operação da fábrica, porém genéricos demais para serem apropriados diretamente ao produto. Ex.: materiais indiretos, mão de obra indireta, energia elétrica, seguro e aluguel da fábrica, depreciação de máquinas.

Estes custos também podem ser classificados da seguinte forma:
1. Custos Diretos e Indiretos - dizem respeito ao relacionamento entre o custo e o produto feito: Os primeiros são fáceis, objetivos e diretamente apropriáveis ao produto feito. Os indiretos precisam de esquemas especiais para a alocação, tais como bases de rateio, estimativas, etc.
2. Custos fixos e variáveis - são classificações que não levam em consideração o produto, e sim o relacionamento entre o valor total do custo num período e o volume de produção. Fixos, como o próprio nome diz, são custos que mantém um montante fixado não em função das oscilações na atividade. Por outro lado, os variáveis são os que têm seu valor determinado em função dessa oscilação.

## Terminologia em termos industriais
1. Gasto - Sacrifício financeiro com que a entidade arca para qualquer obtenção de um produto ou realização de um serviço, sacrifício esse representado por entrega ou promessa de entrega de ativos (normalmente dinheiro).-
2. Investimento - Gasto ativado em função de sua vida útil ou benefícios atribuíveis a futuros períodos.
3. Custo - Gasto relativo ao consumo de bem ou serviço no processo de produção de outros bens ou serviços.
4. Despesa - Gasto relativo ao consumo de Bem ou serviço que tem relação direta ou indireta com o processo de obtenção de receitas da entidade.
5. Desembolso - Pagamento resultante da aquisição do bem ou realização do serviço.
6. Perda (despesa) - Bem consumido ou serviço prestado de forma anormal e involuntária.
7. Desperdício - É o consumo intencional, que por alguma razão não foi direcionado à produção de um bem ou à prestação de um serviço.
8. Encargos - Bônus, em geral, determinado pela legislação. É o caso dos encargos sociais: trabalhistas e previdenciários. Outro exemplo: encargos financeiros sobre desconto de títulos; também, encargos de depreciação, amortização e exaustão.